# طارق الزمر
طارق عبد الموجود إبراهيم الزمر (15 مايو 1959م بناهيا الجيزة -) قيادي في الجماعة الإسلامية بمصر المسجون منذ العام 1981 على خلفية اتهامه مع ابن عمه عبود الزمر بالمشاركة في اغتيال الرئيس المصري الأسبق محمد أنور السادات وأطلق سراحه بعدما أمضى في السجن أكثر من 29 عاما. تربطه علاقة قوية مع ابن عمه عبود الذي هو أيضا ابن خالته وزوج أخته أم الهيثم.
لم يفرج عنه مع ابن عمه لإعلان تمسكهما بممارسة حقوقهما السياسية، رغم ما بدر منهما من مراجعات صدرت في العام 2005 في كتاب «مراجعات لا تراجعات». يعد طارق الزمر مع ابن عمه عبود من المخططين لعملية اغتيال أنور السادات عام 1981، وذلك أثناء حضوره استعراضا عسكريا في ذكرى حرب أكتوبر وحكم عليهما بالسجن المؤبد.
كان طارق الزمر من القلائل الذين واصلوا دراستهم فوق الجامعية، حتى نال درجة الدكتوراه في القانون الدستوري كأول سجين سياسي ينال هذه الدرجة وبتقدير ممتاز مع مرتبة الشرف.. كما حصل أيضا على دبلومات الدراسات العليا في مجالات القانون العام والشريعة الإسلامية والقانون الدولي والعلاقات الدولية.
وقد أعلن الزمر عقب إطلاقه بأنه سيواصل العمل الدعوي إلى جانب تفكيره في تكوين حزب سياسي وولوج المعترك السياسي العام في مصر وقد ساهم بالفعل في تأسيس حزب البناء والتنمية الذي لم يرخص له إلا بناء على حكم قضائي صدر يوم 10 أكتوبر 2011 أي قبل يومين من فتح باب الترشيح لأول انتخابات برلمانية بعد الثورة ورغم ذلك فقد حصل الحزب على 16 مقعد في البرلمان وقد اتتخب أول رئيس للحزب في موتمره العام الأول في 27 يونيو 2013 قبل الانقلاب بعدة أيام.
وقد أُطلِقَ سراح طارق الزمر مع ابن عمه في 10 مارس/آذار 2011، وفق قرار أصدره المجلس الأعلى للقوات المسلحة في مصر الذي تولى السلطة عقب الإطاحة بالرئيس المصري السابق حسني مبارك في ثورة شعبية في فبراير/شباط 2011.
هو عضو مجلس شورى الجماعة الإسلامية والمتحدث الرسمي باسمها وهو رئيس حزب البناء والتنمية الذراع السياسي للجماعة الإسلامية
تغيرت أفكاره بعد تقديم المراجعات الشهيرة عام 1997 وأصبح يرى أن التغيير لا يأتي بالعنف ولكن بالحوار أو الثورات السلمية.
طالته الملاحقات الأمنية بعد انقلاب 3 يوليو وهو ما اضطره لمغادرة البلاد ولا زال يتنقل بين تركيا وقطر وعدة عواصم أخرى داعيًا لاستعادة المسار الديمقراطي.